# (73518) 2003 HW46
(73518) 2003 HW46 – planetoida z pasa głównego asteroid okrążająca Słońce w ciągu 3 lat i 257 dni w średniej odległości 2,39 j.a. Została odkryta 28 kwietnia 2003 roku.